# Storbritanniens Grand Prix 1963
Storbritanniens Grand Prix 1963 var det femte av tio lopp ingående i formel 1-VM 1963.  

## Resultat
1. Jim Clark, Lotus-Climax, 9 poäng
2. John Surtees, Ferrari, 6
3. Graham Hill, BRM, 4
4. Richie Ginther, BRM, 3
5. Lorenzo Bandini, Scuderia Centro Sud (BRM), 2
6. Jim Hall, BRP (Lotus-BRM), 1
7. Chris Amon, Reg Parnell (Lola-Climax)
8. Mike Hailwood, Reg Parnell (Lotus-Climax)
9. Tony Maggs, Cooper-Climax
10. Carel Godin de Beaufort, Ecurie Maarsbergen (Porsche)
11. Masten Gregory, Reg Parnell (Lotus-BRM)
12. Bob Anderson, DW Racing Enterprises (Lola-Climax)
13. John Campbell-Jones, Tim Parnell (Lola-Climax)

### Förare som bröt loppet
- Jo Siffert, Siffert Racing Team (Lotus-BRM) (varv 66, växellåda)
- Joakim Bonnier, R R C Walker (Cooper-Climax) (65, oljetryck)
- Dan Gurney, Brabham-Climax (59, motor)
- Ian Raby, Ian Raby Racing (Gilby-BRM) (59, växellåda)
- Ian Burgess, Scirocco-BRM (36, tändning)
- Jack Brabham, Brabham-Climax (27, motor)
- Tony Settember, Scirocco-BRM (20, tändning)
- Bruce McLaren, Cooper-Climax (6, motor)

### Förare som diskvalificerades
- Innes Ireland, BRP-BRM (varv 26, tändning, knuffades igång i depån)
- Trevor Taylor, Lotus-Climax (23, bränslepump, knuffades igång i depån)